# Коффи, Джек
Джон Фрэнсис «Джек» Коффи (англ. John Francis «Jack» Coffey, 28 января 1887, Нью-Йорк — 14 февраля 1966, Бронкс, Нью-Йорк) — американский бейсболист. Играл в Главной лиге бейсбола в составах «Бостон Доувс», «Детройт Тайгерс» и «Бостон Ред Сокс». После завершения карьеры на протяжении пятидесяти лет работал тренером бейсбольной команды и директором спортивного департамента Фордемского университета.

## Биография

### Ранние годы
Джек Коффи родился 28 января 1887 года в Нью-Йорке. Его родители были эмигрантами: мать приехала из Англии, а отец из Ирландии. Джек учился в школе Моррис в районе Моррис-Хайтс в Бронксе, играл за школьные команды по бейсболу и футболу. Осенью 1905 года он поступил в колледж Сент-Джон, который спустя два года был преобразован в Фордемский университет. Коффи хорошо учился и продолжал занятия спортом. В футбол он играл на позиции левого тэкла и разработал свой особый приём, получивший название «Коффи-овер». За бейсбольную команду колледжа Джек играл на протяжении четырёх лет и был её капитаном.

### Профессиональная карьера

#### Дебют в Главной лиге бейсбола
После завершения студенческого бейсбольного сезона 1909 года Джек подписал профессиональный контракт с клубом «Бостон Доувс». В составе команды он дебютировал 23 июня 1909 года в гостевой игре с «Нью-Йорк Джайентс». Ошибка Коффи во второй половине девятого иннинга принесла победу хозяевам поля. Несмотря на это, Джек закрепился в составе «Доувс» и принял участие в семидесяти трёх из восьмидесяти матчах команды. Он долго адаптировался в лиге и допускал значительное количество ошибок. Показатель игры в обороне у Коффи составлял 89,6 %, что было значительно ниже среднего уровня. Осенью, после завершения чемпионата, он вернулся в университет, чтобы получить степень бакалавра. Также ему предложили должность тренера футбольной команды колледжа. В начале декабря бейсбольный клуб «Индианаполис Индианс» заявил, что приобрёл у «Бостона» права на Джека Коффи. По правилам он больше не имел права выступать за студенческие команды и в 1910 году тренировал и бейсболистов Фордема.

#### Младшие лиги
Летом 1910 года Коффи прибыл в расположение «Индианс», игравших в чемпионате Американской ассоциации. За команду он сыграл в девяносто трёх матчах, отбивая с показателем 22,6 %. Перед началом следующего сезона контракт Джека был выкуплен командой «Денвер Гриззлис», располагавшей тогда одним из лучших составов в истории младших бейсбольных лиг. Коффи провёл сто шестьдесят восемь игр, пропустив всего одну, отбивал с показателем 27,8 % и установил рекорд Западной лиги, украв шестьдесят восемь баз. По игре в защите он стал четвёртым в лиге на позиции шортстопа. В двух следующих сезонах в «Денвере» Джек сыграл сто сорок семь и сто пятьдесят четыре матча соответственно. В каждый из трёх сезонов команда уверенно становилась победителем чемпионата. Игру в профессиональной лиге он совмещал с должностью менеджера бейсбольной команды университета, успевая до начала сезона принять участие в отборе и подготовке игроков.
После завершения сезона 1913 года главный тренер «Денвера» Джек Хендрикс покинул команду и Коффи получил предложение занять его место. В качестве играющего тренера Джек провёл лучший сезон в своей карьере. В ста шестидесяти пяти играх он отбивал с показателем 33,0 %, но команда завершила сезон на втором месте. В августе 1914 года он продлил с командой контракт, но через месяц клуб Главной лиги бейсбола «Питтсбург Пайрэтс» выкупил права на него за 1 500 долларов. Газета New York Times писала, что Коффи станет наследником Хонуса Вагнера. Однако, владелец клуба Барни Дрейфус отказался выполнить условия Джека по зарплате и переход не состоялся. Перед стартом чемпионата 1915 года он вернулся в Денвер и продолжил играть и тренировать команду.
Осенью 1915 года владелец клуба «Сент-Джозефс Драммерс» Джек Холланд попытался переманить Коффи в свою команду, хотя у того был контракт ещё на год. Возмущённый переговорами за его спиной хозяин «Денвера» Джеймс Макгилл установил очень высокую цену на своего игрока и Холланд отказался от сделки. Перед стартом следующего сезона Джека продали в клуб Лиги Тихоокеанского побережья «Сан-Франциско Силс».
Калифорнийскую команду возглавлял бывший тренер «Нью-Йорк Хайлендерс» Гарри Вулвертон. Коффи больше не выполнял обязанности менеджера и мог сосредоточиться на игре. В новой для себя лиге он адаптировался не очень удачно. За сезон Джек провёл сто тридцать пять игр, в которых отбивал с показателем всего 22,3 %. На высоком уровне он действовал только в защите.   
В начале 1917 года Коффи вернулся в Западную лигу, приняв предложение стать играющим тренером «Де-Мойн Бустерс». Одним из его подопечных был будущая звезда и член Зала славы Лефти О’Дул. Джек, которому было уже тридцать лет, играл на второй базе, где не требовалась столь высокая скорость как на месте шортстопа. Команда выиграла регулярный чемпионат, а в финале плей-офф победила «Хатчинсон Уитшокерс». Коффи продолжил работу с «Бустерс», но сезон 1918 года был сокращён после вступления США в Первую мировую войну. В начале июля Западная лига прекратила свою деятельность. Команды Главной лиги бейсбола потеряли большую часть своих игроков из-за призыва на военную службу или занятости на производстве. 10 июля 1918 года Джек получил предложение контракта от «Детройт Тайгерс».

#### Краткое возвращение в Главную лигу бейсбола
В составе «Тайгерс» Джек заменил травмированного Ральфа Янга. Его возвращение на поле в Главной лиге бейсбола состоялось 13 июля в Вашингтоне. Всего за «Детройт» Коффи провёл двадцать две игры, отбивая с показателем 20,9 %, но хорошо действуя в защите. 6 августа он перешёл в «Бостон Ред Сокс».
В новой команде его перевели играть на третью базу. На этой позиции Джек и провёл почти все игры за «Ред Сокс». Всего на его счету пятнадцать сыгранных матчей за команду, выигравшую чемпионат Американской лиги. Последний свой матч Коффи сыграл 2 сентября, в последний игровой день регулярного чемпионата. В играх Мировой серии против «Чикаго Кабс» он участия не принимал, но после победы получил 300 долларов призовых.

#### Завершение карьеры
В 1919 году Коффи вернулся в Де-Мойн, где продолжил играть и тренировать. Команда под его началом заняла четвёртое место в чемпионате, сам Джек сыграл сто двадцать три матча. Через год он стал совладельцем «Бустерс». По данным переписи населения США 1920 года, он к тому моменту уже был женат на уроженке штата Миссури по имени Лоррейн. В команде Коффи провёл ещё два сезона, сложившихся не очень удачно. В конце 1921 года он объявил, что хочет вернуться на восток страны.
В феврале 1922 года Джек и Билли Кин были назначены менеджерами бейсбольной команды Фордемского университета. На этой работе Коффи проводил не так много времени, одновременно занимая пост играющего тренера в «Хартфорд Сенаторз» из Восточной лиги. Команда под его началом финишировала шестой, а сам Джек сыграл всего в пятидесяти матчах. В 1922 году в составе «Хартфорда» играл Джим Торп, один из лучших спортсменов США начала XX века. Ему было уже тридцать пять, он хорошо играл, но поведение вне поля было проблемой для клуба и Коффи был вынужден отчислить Торпа из команды.
Проведя в «Сенаторз» всего год, Джек перешёл в «Мейкон Пичс» из Южно-Атлантической лиги. Он продолжал играть и тренировать профессиональный клуб, совмещая это с работой в университете. В 1922 году команда выиграла чемпионат, но в межсезонье все ведущие игроки были проданы. Коффи отработал с «Пичс» сезон 1923 года, сыграв в ста шестнадцати матчах и став лучшим бьющим команды (29,4 %). В 1924 году он играл и тренировал в «Пеории Тракторс» и «Декейтур Коммодорс». Этот сезон стал для него последним. В декабре 1925 года журнал Sporting News назвал Джека Коффи «достойнейшим из тренеров и величайшим из мужчин в бейсболе».

#### Работа в университете
В 1925 году Джек вернулся в университет и полностью сосредоточился на работе с бейсбольной командой Фордема. Летом, когда студенты не играли, он занимался поиском игроков для своего друга Джека Хендрикса, работавшего менеджером в «Цинциннати Редс». В 1926 году он также занял должность директора спортивного департамента университета. Обе должности Коффи занимал до своего выхода на пенсию в 1958 году.
За время его работы в Фордеме университет стал одним из крупных спортивных центров в стране. Бейсбольная команда девятнадцать раз выигрывала турнир в своей конференции. Как тренер команды, Джек выиграл около 70 % всех сыгранных матчей. С 1920-х по 1940-е годы Фордем был одной из ведущих футбольных программ. За команду университета играл Винс Ломбарди, имя которого носит главный трофей Национальной футбольной лиги. Успехов добивались представители баскетбола и лёгкой атлетики.
В 1954 году Джека Коффи включили в Зал славы студенческого бейсбола, а стадион университета был назван в его честь. В 1958 году за выдающиеся заслуги он получил награду имени Джеймса Линча, вручаемую конференцией ECAC. В том же году Джек вышел на пенсию. На церемонии проводов президент университета Лоуренс Макгинли объявил об учреждении медали Джона Ф. Коффи, которая вручается студентам-спортсменам, добившимся выдающихся успехов в учёбе. В 1966 году Коффи был избран в Зал славы Американской ассоциации бейсбольных тренеров, а в 1970 году стал одним из первых членов Зала славы Фордемского университета.
В последние годы своей жизни Джек страдал от атеросклероза и был вынужден жить в доме престарелых. 14 февраля 1966 года он скончался в результате сердечного приступа.